# British Comedy Awards 1991

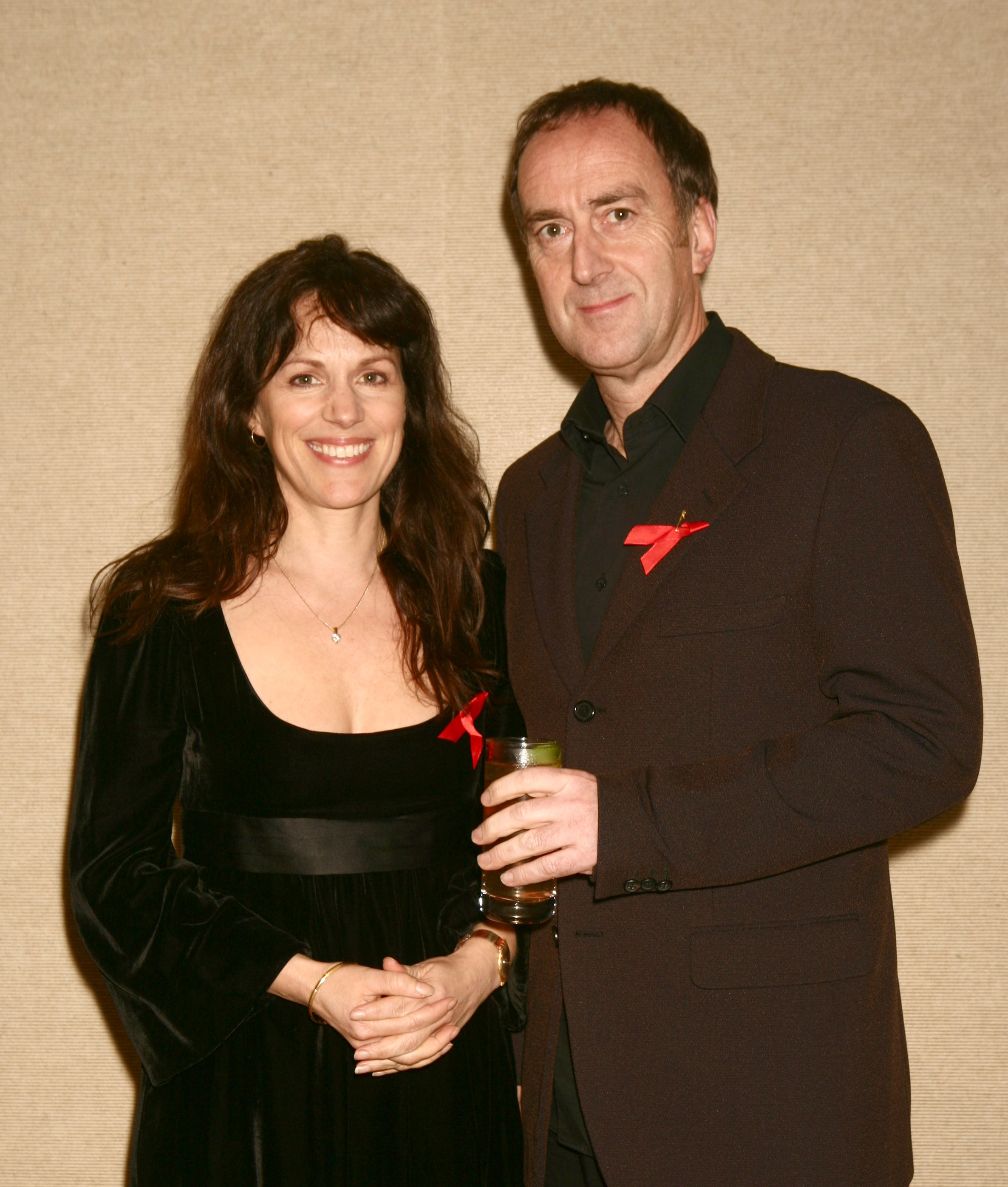
Angus Deayton (tu ze swoją partnerką życiową Lisą Mayer), nagrodzony za najlepszy debiut telewizyjny

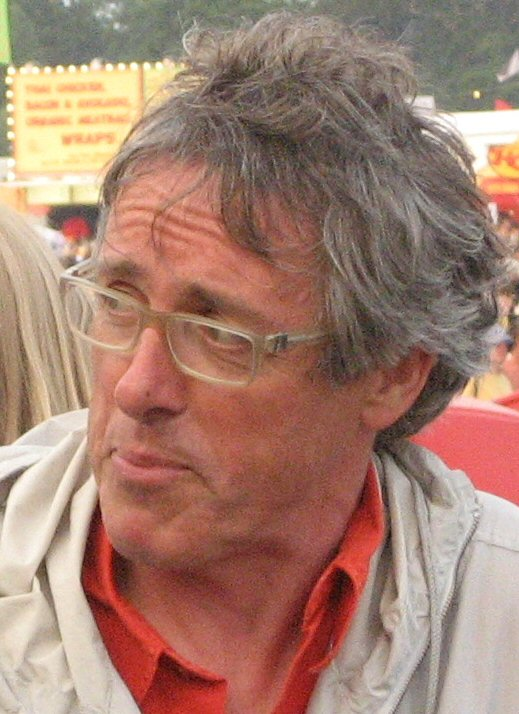
Griff Rhys Jones, współlaureat nagrody dla najlepszego wykonawcy rozrywkowego

British Comedy Awards 1991 – druga edycja British Comedy Awards, zorganizowana w 1991 roku. Ceremonia rozdania odbyła się w grudniu 1991, a poprowadził ją Jonathan Ross, który stał się odtąd stałym gospodarzem rozdań tych nagród.

## Lista laureatów
- najlepszy wykonawca w programach rozrywkowych (entertainment perfomer): Mel Smith i Griff Rhys Jones
- najlepszy telewizyjny aktor komediowy: Richard Wilson
- najlepsza telewizyjna aktorka komediowa: Patricia Routledge
- najlepszy prezenter programów rozrywkowych: Clive James
- najlepszy występ rozrywkowy (variety performer): Vic Reeves & Bob Mortimer
- najlepsza osobowość w komedii radiowej: Phil Holden
- najlepszy debiut estradowy: Jack Dee
- najlepszy komediowy wykonawca klubowy: Jeremy Hurdy
- najlepszy debiut w komedii telewizyjnej: Angus Deayton
- najlepsza nowa komedia telewizyjna: Have I Got News For You
- najlepszy sitcom BBC: Jedną nogą w grobie
- najlepszy sitcom ITV i Channel 4: Drop the Dead Donkey
- najlepszy program rozrywkowy: Smith & Jones
- najlepsza komedia filmowa: Kevin sam w domu
- najlepsza komedia radiowa: ex aequo The Million Pound Radio Show oraz One The Hour
- nagroda za całokształt twórczości: Beryl Reid
- nagroda międzynarodowa za całokształt twórczości: George Burns
- nagroda Brytyjskiej Gildii Scenarzystów dla najlepszego scenarzysty komediowego: John Sullivan